# Piragüisme als Jocs Olímpics d'estiu de 2024 - K-1 500m Femení
La prova de K-1 500m femenina de Piragüisme en aigües tranquil·les als Jocs Olímpics de París 2024 serà la 20a edició de l'esdeveniment en unes Olimpíades. La prova es disputarà entre el 6 i el 10 d'agost del 2024 a l'Estadi nàutic olímpic de l'Illa de França, situat al municipi francès de Vaires-sur-Marne.
La neozelandesa Lisa Carrington és la vigent campiona de la disciplina olímpica després de guanyar la medalla d'or als Jocs Olímpics de Tòquio 2020. La medalla de plata fou per l'hongaresa Tamara Csipes i la medalla de bronze la va aconseguir la danesa Emma Jorgensen.

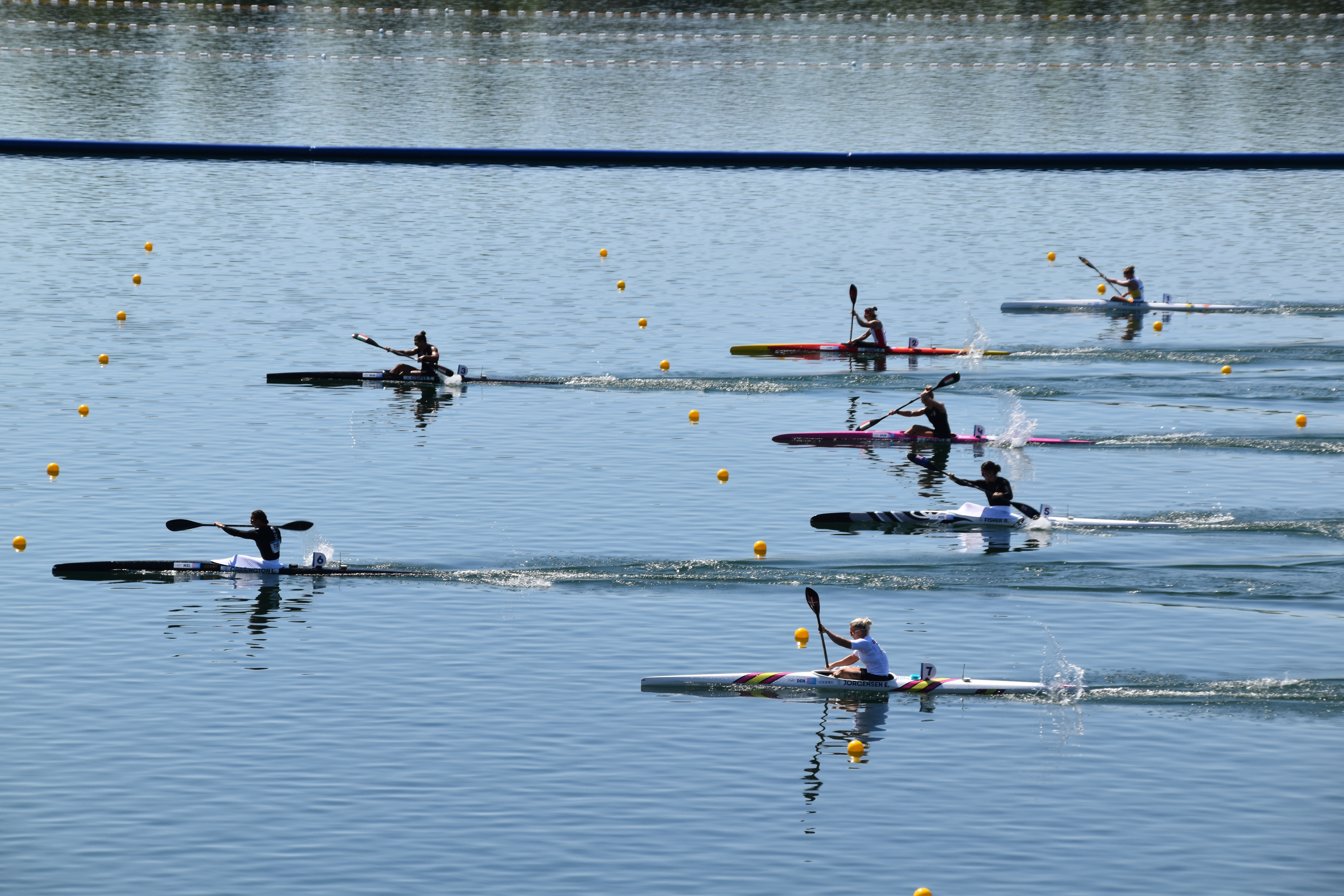
Final de la prova

L'equip de la Unió Soviètica és la selecció més guardonada, amb 5 medalles d'or, 1 medalla de plata i 2 medalles de bronze, en les 19 edicions que l'esdeveniment ha estat present als Jocs Olímpics. L'hongaresa Danuta Kozák, amb 2 medalles d'or, és la piragüista més guardonada en tota la història de la competició.

## Format
El sistema de competició consisteix en un format de 4 rondes (preliminars, quarts de final, semifinals i final), on les piragüistes competiran entre elles per anar avançant en les diferents curses. Les classificacions de cada ronda depenen de les embarcacions de cada cursa i de la posició final. La distància que hauran de recórrer són 500 metres en un caiac individual i les 3 primeres piragüistes que quedin en les primeres posicions a la final, guanyaran les medalles.

## Classificació
16 piragüistes s'han classificat per la prova olímpica. França, com a país amfitrió, ja estava classificada. Les 7 primeres places es van atorgar en el Campionat del Món de Piragüisme en aigües tranquil·les que es va disputar a Duisburg entre el 23 i el 27 d'agost del 2023. La resta de places s'han guanyat en les competicions continentals repartides de la següent manera: 2 places cadascuna per Europa, Panamèrica i Àsia i 1 plaça per Àfrica i Oceania. Les places es van assignar als països i després han estat les federacions nacionals qui han corroborat, o no, l'atleta classificada. Finalment hi ha hagut una invitació a l'Equip Olímpic de Refugiats.
| Esdeveniment             | Data                  | Places | País            | Atleta classificada |
| ------------------------ | --------------------- | ------ | --------------- | ------------------- |
| País amfitrió            | -                     | 1      | França          |                     |
| Campionat del Món        | 23 - 27 agost 2023    | 11     | Nova Zelanda    |                     |
| Campionat del Món        | 23 - 27 agost 2023    | 11     | Dinamarca       |                     |
| Campionat del Món        | 23 - 27 agost 2023    | 11     | Hongria         |                     |
| Campionat del Món        | 23 - 27 agost 2023    | 11     | Sèrbia          |                     |
| Campionat del Món        | 23 - 27 agost 2023    | 11     | Austràlia       |                     |
| Campionat del Món        | 23 - 27 agost 2023    | 11     | Canadà          |                     |
| Campionat del Món        | 23 - 27 agost 2023    | 11     | Portugal        |                     |
| Campionat del Món        | 23 - 27 agost 2023    | 11     | Suècia          |                     |
| Campionat del Món        | 23 - 27 agost 2023    | 11     | Croàcia         |                     |
| Campionat del Món        | 23 - 27 agost 2023    | 11     | Bulgària        |                     |
| Campionat del Món        | 23 - 27 agost 2023    | 11     | Espanya         |                     |
| Classificació Àfrica     | 23 - 26 novembre 2023 | 1      | Egipte          |                     |
| Classificació Oceania    | 14 - 18 febrer 2024   | 1      | Samoa           |                     |
| Classificació Àsia       | 18 - 21 abril 2024    | 2      | Uzbekistan      |                     |
| Classificació Àsia       | 18 - 21 abril 2024    | 2      | Singapur        |                     |
| Classificació Panamèrica | 26 - 28 abril 2024    | 2      | Argentina       |                     |
| Classificació Panamèrica | 26 - 28 abril 2024    | 2      | Brasil          |                     |
| Classificació Europa     | 8 - 9 maig 2024       | 2      | Ucraïna         |                     |
| Classificació Europa     | 8 - 9 maig 2024       | 2      | Txèquia         |                     |
| Invitació                | -                     | 1      | Equip Refugiats |                     |

## Medaller històric
| Posició | País                | Or | Argent | Bronze | Total |
| ------- | ------------------- | -- | ------ | ------ | ----- |
| 1       | URSS                | 5  | 1      | 2      | 8     |
| 2       | Hongria             | 4  | 2      | 2      | 8     |
| 3       | Alemanya de l'Est   | 2  | 1      | 0      | 3     |
| 4       | Itàlia              | 1  | 2      | 1      | 4     |
| 4       | Alemanya            | 1  | 2      | 1      | 4     |
| 6       | Dinamarca           | 1  | 1      | 2      | 4     |
| 7       | Ucraïna             | 1  | 1      | 0      | 2     |
| 7       | Bulgària            | 1  | 1      | 0      | 2     |
| 9       | Nova Zelanda        | 1  | 0      | 1      | 2     |
| 10      | Suècia              | 1  | 0      | 0      | 1     |
| 10      | Finlàndia           | 1  | 0      | 0      | 1     |
| 12      | Canadà              | 0  | 2      | 1      | 3     |
| 12      | Països Baixos       | 0  | 2      | 1      | 3     |
| 14      | Alemanya Occidental | 0  | 2      | 0      | 2     |
| 15      | Romania             | 0  | 1      | 1      | 2     |
| 15      | Àustria             | 0  | 1      | 1      | 2     |
| 17      | Polònia             | 0  | 0      | 3      | 3     |
| 18      | Sud-àfrica          | 0  | 0      | 1      | 1     |
| 18      | Austràlia           | 0  | 0      | 1      | 1     |
| 18      | Estats Units        | 0  | 0      | 1      | 1     |